# Henglarn

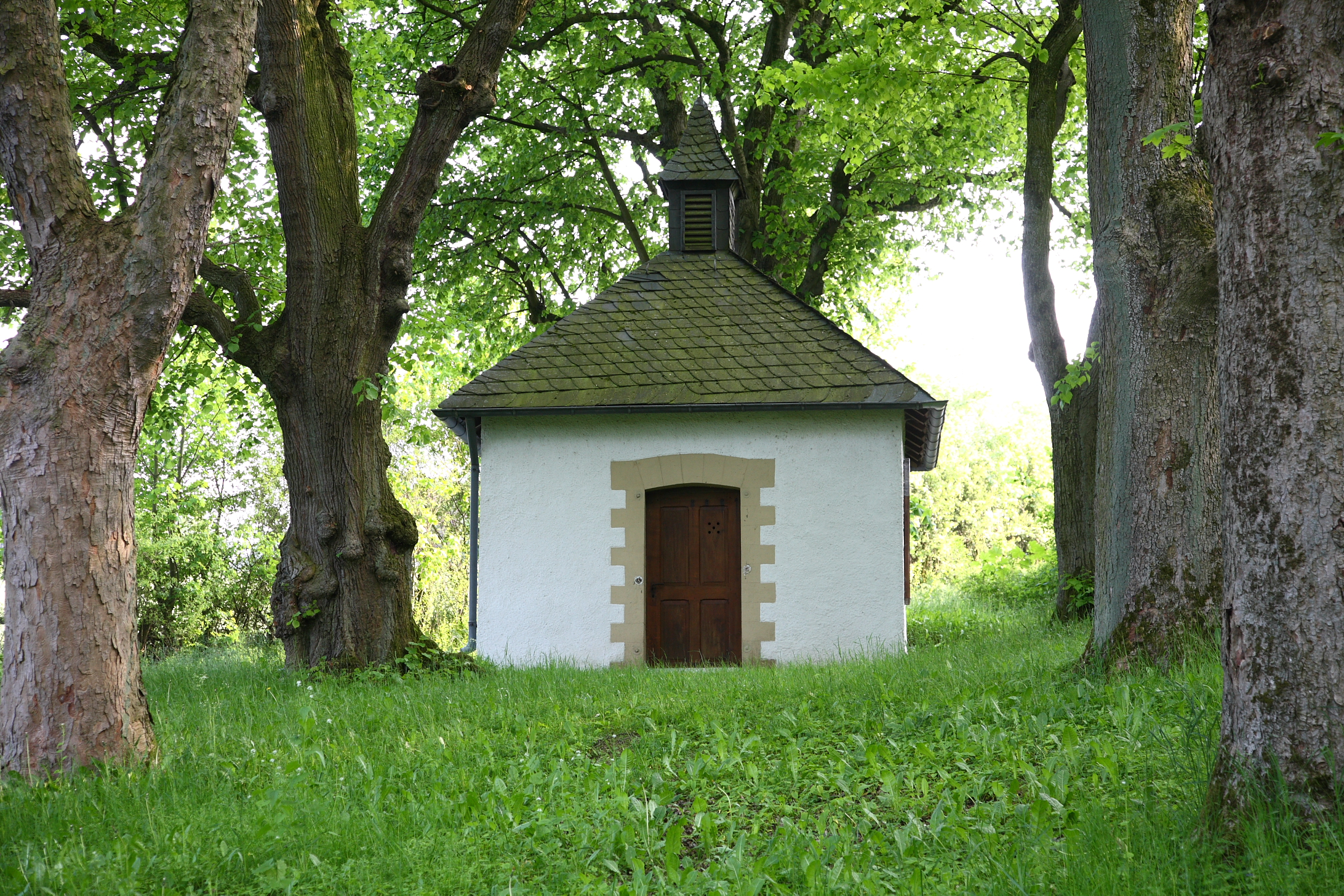
Vieille chapelle sylvestre à Henglarn

Henglarn qui forme actuellement la partie occidentale de Lichtenau (Westphalie), dans le land Rhénanie-du-Nord-Westphalie en Allemagne, appartient à l'arrondissement de Paderborn.
Henglarn fait partie de la région du vieux pays de Büren et touche à l'est à Atteln quartier de la ville de Lichtenau.